# الطلب والرد
في علم الحاسوب، يعد الطلب-الاستجابة أو الطلب-الرد إحدى الطرق الأساسية التي تستخدمها أجهزة الحاسوب للتواصل مع بعضها البعض في الشبكة، حيث يرسل الحاسوب الأول طلبًا لبعض البيانات ويستجيب الثاني للطلب. وبشكل أكثر تحديدًا، هو صيغة تراسل يرسل فيه مقدم الطلب رسالة طلب إلى نظام رد، والذي يتلقى الطلب ويعالجه، ويعيد في النهاية رسالة كرد. إنه مشابه لمكالمة هاتفية، حيث يجب على المتصل انتظار المتلقي ليرد قبل مناقشة أي شيء. هذا نمط رسائل بسيط ولكنه قوي يسمح لتطبيقين بإجراء محادثة ثنائية الاتجاه مع بعضهما البعض عبر قناة؛ وهو شائع بشكل خاص في معماريات الخادم والعميل.